# Carl Hahn
Carl August Hahn (født 13. februar 1928 i Århus, død 28. januar 2011) var en dansk politiker som var medlem af Folketinget for Centrum-Demokraterne fra 1981 til 1984.
Hahn var søn af slagtermester Johan Heinrich Christian Hahn og husmoder Ane Oline Hahn og blev født i Århus i 1928. Han havde præliminæreksamen fra Århus private Realskole i 1943 og blev uddannet i spedition, befragtning og transport fra 1943 til 1946. Hahn havde også en handelseksamen fra Århus Handelsskole i 1954. Han var i 1980'erne speditør med bopæl i Tønder.
Hahn blev folketingskandidat for Centrum-Demokraterne i Tønderkredsen i 1979 og fra 1981 tillige i Augustenborgkredsen og Løgumklosterkredsen. Han blev valgt til Folketinget ved folketingsvalget 1981 og var folketingsmedlem fra 8. december 1981 til 10. januar 1984. Han blev bestyrelsesformand for Centrum-Demokraterne i Sønderjyllands Amtskreds og formand for Tønder-afdelingen i 1981.